# Trioza eugeniae
Trioza eugeniae är en insektsart som beskrevs av Walter Wilson Froggatt 1901. Trioza eugeniae ingår i släktet Trioza och familjen spetsbladloppor. Inga underarter finns listade i Catalogue of Life.